# Paolo Damosso
Paolo Damosso (Torino, 1964) è un regista, sceneggiatore e scrittore italiano.

## Biografia
Sceneggiatore e regista di decine di documentari, reportage e film, Damosso è anche scrittore, in particolare di romanzi biografici, sempre con l'intento di incentrare i propri lavori sulle vicende di figure che possano essere considerate da esempio come percorso di vita e virtù.

## Opere
- Io non lo so, Cinisello Balsamo, San Paolo, 2007, ISBN 978-88-215-6053-8.
- Un orizzonte infinito. Madre Rubatto, Cinisello Balsamo, San Paolo, 2008, ISBN 978-88-215-6183-2.
- Uno ogni cinquecento anni. Federico Albert, Cinisello Balsamo, San Paolo, 2009, ISBN 978-88-215-6574-8.
- E lei, invece, sorride. Suor Enrichetta Alfieri, Cinisello Balsamo, San Paolo, 2011, ISBN 978-88-215-7151-0.
- La scelta, Cinisello Balsamo, San Paolo, 2013, ISBN 978-88-215-9016-0.
- Romanzo d'amore. Mario Borzaga, Cinisello Balsamo, San Paolo, 2014, ISBN 978-88-215-9390-1.
- Adele. La storia e la vita, Cantalupa, Effatà, 2016, ISBN 978-88-6929-136-4.

## Filmografia
- Un uomo in prestito al mondo - Alfredo Ildefonso Schuster (1996)
- Padre Pio - Uomo di Dio (1999)
- La madre dei poveri (2000)[2]
- I fioretti di san Francesco (2002)[3]
- La partenza - Beato Giuseppe Allamano (2002)[4]
- Padre Pio Sanctus (2003)
- Una cosa in mente - San Giuseppe Benedetto Cottolengo (2004)
- Io non lo so (2007)
- Un illustre conosciuto - Guglielmo Massaja (2009)[5]
- Volare più in alto - Francesco Faà di Bruno (2009)[2]
- La lezione è finita (2009)[6]
- Caro sant'Antonio (2010)
- Un bel servizio (2011)
- Il mio Francesco (2012)
- Non sono cavaliere - San Leonardo Murialdo (2012)
- Cento cuori (2023)